# Éric Boever
Éric Boever, né le 4 juillet 1961, est un journaliste belge travaillant pour la RTBF depuis 1989 après des études de droit puis de journalisme. Après avoir présenté plusieurs émissions d'actualité (JT Dernière, L'Actu, le 6 Minutes), depuis plusieurs années, il présente le "12 Minutes", édition du soir du journal télévisé belge francophone.
Une large polémique a vu le jour après son journal de la nuit du 8 juin 2007 où il suggérait en introduction de la retransmission d'une conférence de presse du président français Nicolas Sarkozy au G8 que ce dernier « n'avait pas bu que de l'eau ».
Devant les proportions prises par l'affaire, Éric Boever aurait « contacté l'ambassade de France à Bruxelles pour transmettre ses excuses, pour qu'elles soient relayées à qui de droit, jusqu'à l'Élysée si nécessaire », selon un des responsables de la RTBF.